# Lacey Hearn
Lacey Earnest Hearn (Portland, Indiana, 23 de març de 1881 - Fort Wayne, Indiana, 19 d'octubre de 1969) va ser un migfondista estatunidenc de primers del segle xx.
El 1904 va participar en els Jocs Olímpics de Saint Louis, en què guanyà dues medalles. En els 1500 metres guanyà la medalla de bronze, per darrere James Lightbody i William Verner. Alhora, formant part de l'equip mixt de l'US Chicago, junt a Jim Lightbody, Albert Coray, William Verner i Sidney Hatch guanyà la medalla de plata en la cursa de les 4 milles per equips. També participà en la cursa dels 800 metres.

## Millors marques
- 1500 metres. 4' 07,4", el 1904
- milla. 4' 32,6", el 1903[1]